# Parigi-Camembert 1966
La Parigi-Camembert 1966, ventisettesima edizione della corsa e valida come evento del circuito UCI categoria CB1.1, si svolse il 12 aprile 1966. Fu vinta dal francese Désiré Letort.

## Ordine d'arrivo (Top 10)
| Pos. | Corridore         | Squadra                  | Tempo |
| ---- | ----------------- | ------------------------ | ----- |
| 1    | Désiré Letort     | Peugeot-Michelin-BP      |       |
| 2    | Jean Graczyk      | Ford-Hutchinson          |       |
| 3    | Wim De Jager      | Ruberg-Continental       |       |
| 4    | Christian Biville | Kamome-Dilecta           |       |
| 5    | Jean Dumont       | Peugeot-Michelin-BP      |       |
| 6    | Francis Bazire    | Peugeot-Michelin-BP      |       |
| 7    | Michel Grain      | Ford-Hutchinson          |       |
| 8    | Gerben Karstens   | Televizier-Batavus       |       |
| 9    | Paul Ehrlich      | Pelforth-Sauvage-Lejeune |       |
| 10   | Reindert De Jong  | Ruberg-Continental       |       |